# The Right That Failed
The Right That Failed er en amerikansk stumfilm fra 1922 af Bayard Veiller.

## Medvirkende
- Bert Lytell som Johnny Duffey
- Virginia Valli som Constance Talbot
- De Witt Jennings som Mr. Talbot
- Philo McCullough som Roy Van Twiller
- Otis Harlan som Mr. Duffey
- Max Davidson som Michael Callahan